# استارونیکولایفکا
استارونیکولایفکا (انگلیسی: Staronikolayevka) یک شهرک در شهرستان فیودوروفسکی استان باشقیرستان کشور روسیه است.